# 高橋秀夫
高橋 秀夫（たかはし ひでお、1950年 - ）は兵庫県尼崎市生まれのグラフィックデザイナー、イラストレーター、ウェブデザイナー。

## 経歴
- 1968年、学生運動のメンバーらとフォークグループ「フォークゲリラ」を結成。メンバー全員がギターのチューニングがうまく出来ないことが原因で解散。「新宿フォークゲリラ」の名称の元となる。
- 1973年、COCO&KINTA（ココ&キンタ）名義でイラストレターとしてデビュー。プレイガイドジャーナル誌にて「庶民のためのお食事学」などを連載。上田賢一（KINTA）の軽妙な文章とイラストでマイナーな世界を描く。
- 1974年、ハロー・アゲン・スタジオに参加、翌年に解散。
- 1975年、井筒和幸監督の処女作「行く行くマイトガイ 性春の悶々」に出演。三上寛、絵沢萌子らと共演。タカオ役で高校生役を演じる。
- 1977年、グラフィックデザインとイラストレーション のスタジオを大阪・中津に開設。
- 1979年頃からハワイ旅行にはまる。
- 1988年、大枚を投じてパソコンを導入。当時、まだ日本語が得意でなかったPCでグラフィックデザインをおこなう。処理速度のノロさと度重なるフリーズにもめげず、パソコンによるグラフィックデザインをマスターし、コンサートやミュージカルのポスターや新聞広告を数多く制作する。
- 2004年からウェブデザインを始める。